# IC 1043
IC 1043 је спирална галаксија у сазвјежђу Дјевица која се налази на листи објеката дубоког неба у Индекс каталогу.
Деклинација објекта је + 3° 22' 29" а ректасцензија 14h 40m 43,3s. Привидна величина (магнитуда) објекта IC 1043 износи 15,1 а фотографска магнитуда 15,9. IC 1043 је још познат и под ознакама Reiz 4287, NPM1G +03.0444, PGC 2800989.